# Wilgengouduil

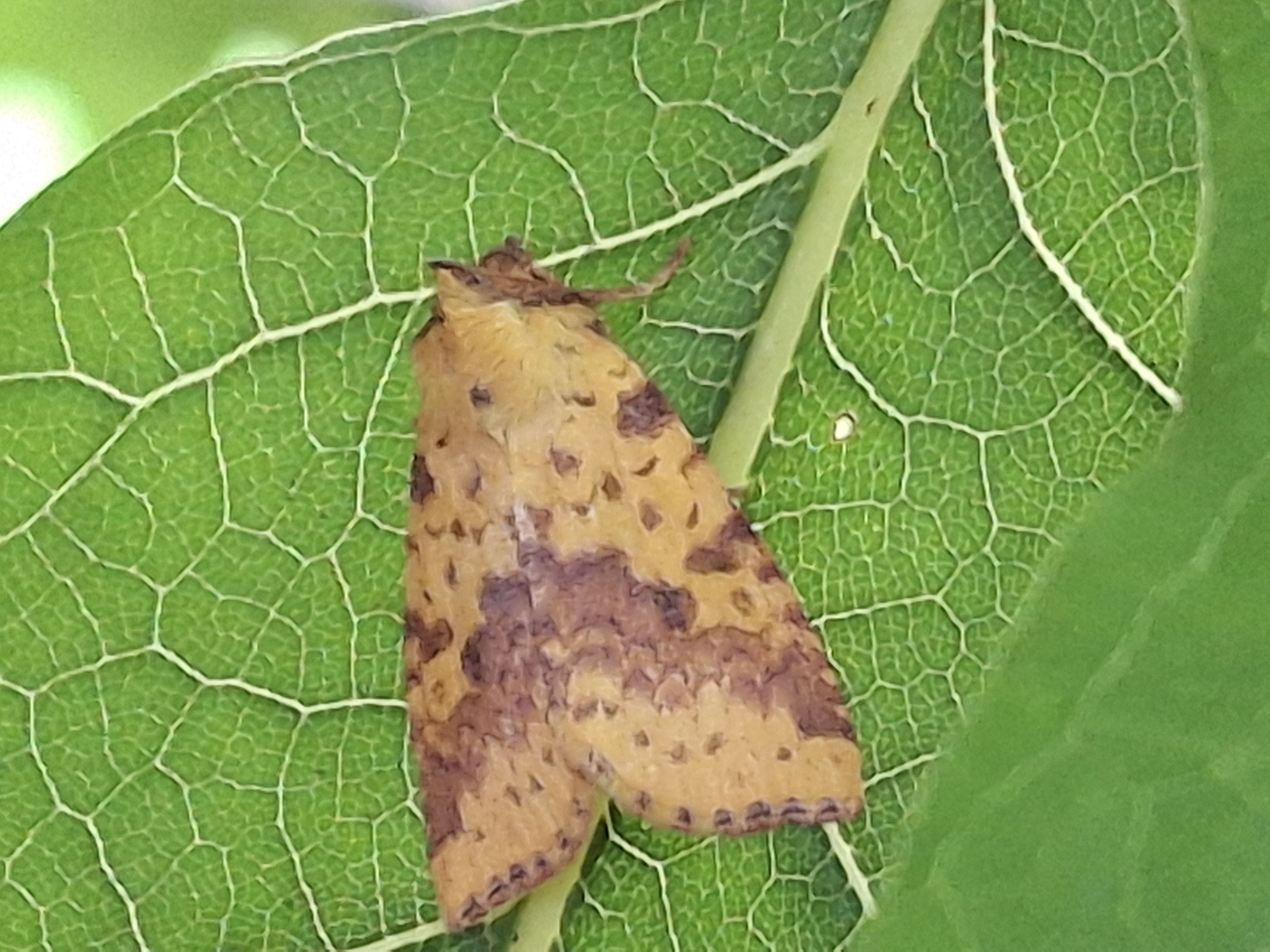
Wilgengouduil (Xanthia togota)

De wilgengouduil (Xanthia togata) is een vlinder uit de familie Noctuidae, de uilen. De voorvleugellengte bedraagt tussen de 13 en 16 millimeter. De soort komt verspreid over Europa voor. Hij overwintert als ei.

## Waardplanten
De wilgengouduil heeft wilg en populier als waardplanten, maar in een later stadium ook allerlei kruidachtige planten.

## Voorkomen in Nederland en België
De wilgengouduil is in Nederland en België een vrij algemene soort, die verspreid over het hele gebied kan worden gezien. De vlinder kent één generatie, die vliegt van eind augustus tot en met oktober.